# Rachel Félix
Pour les articles homonymes, voir Félix.
Scènes principales
Théâtre-Français
Élisabeth-Rachel Félix, dite Élisa Félix ou Rachel ou Mlle Rachel, également Mademoiselle, est une actrice née le 21 février 1821 à Mumpf (Suisse) et morte le 3 janvier 1858 au Cannet. Grande tragédienne dont le jeu soulève une admiration sans borne en France comme à l'étranger, c'est un modèle pour Sarah Bernhardt.

## Biographie

### Famille et jeunesse
Fille des Juifs alsaciens Jakob dit Jacques Félix, colporteur ambulant (Metz 1796 – Paris 1872), et Esther-Thérèse Hayer (ou Hayyah) (Gerstheim 1798 – Paris 1873), citoyens français, mariés à Zillesheim en 1817 ou 1818,  Élisabeth Rachel Félix, surnommée Élisa, naît en 1821 à Mumpf en Suisse, dans une auberge où sa mère s'est arrêtée, trop fatiguée pour continuer jusqu'à Endingen, la seule localité de la région qui tolère le séjour de Juifs. Sa naissance sera légalisée par un acte notarié près de vingt ans plus tard.
Elle est la seconde fille du couple, après Sophie dite Sarah (Obrooth Gelnhausen 1819 – Paris 1877), qui aura encore un fils, Raphaël (Besançon 1826 – Londres 1872), et trois filles (déclarées en 1843 à la mairie du 3e arrondissement de Paris), Rébecca (Lyon 1829 – Eaux-Bonnes 1854), Adélaïde dite Lia (Saumur 1830 – Paris 1908) et Mélanie Emilia dite Dinah (Paris 1836 – Paris 1909), outre ceux qui n'ont pas survécu,.

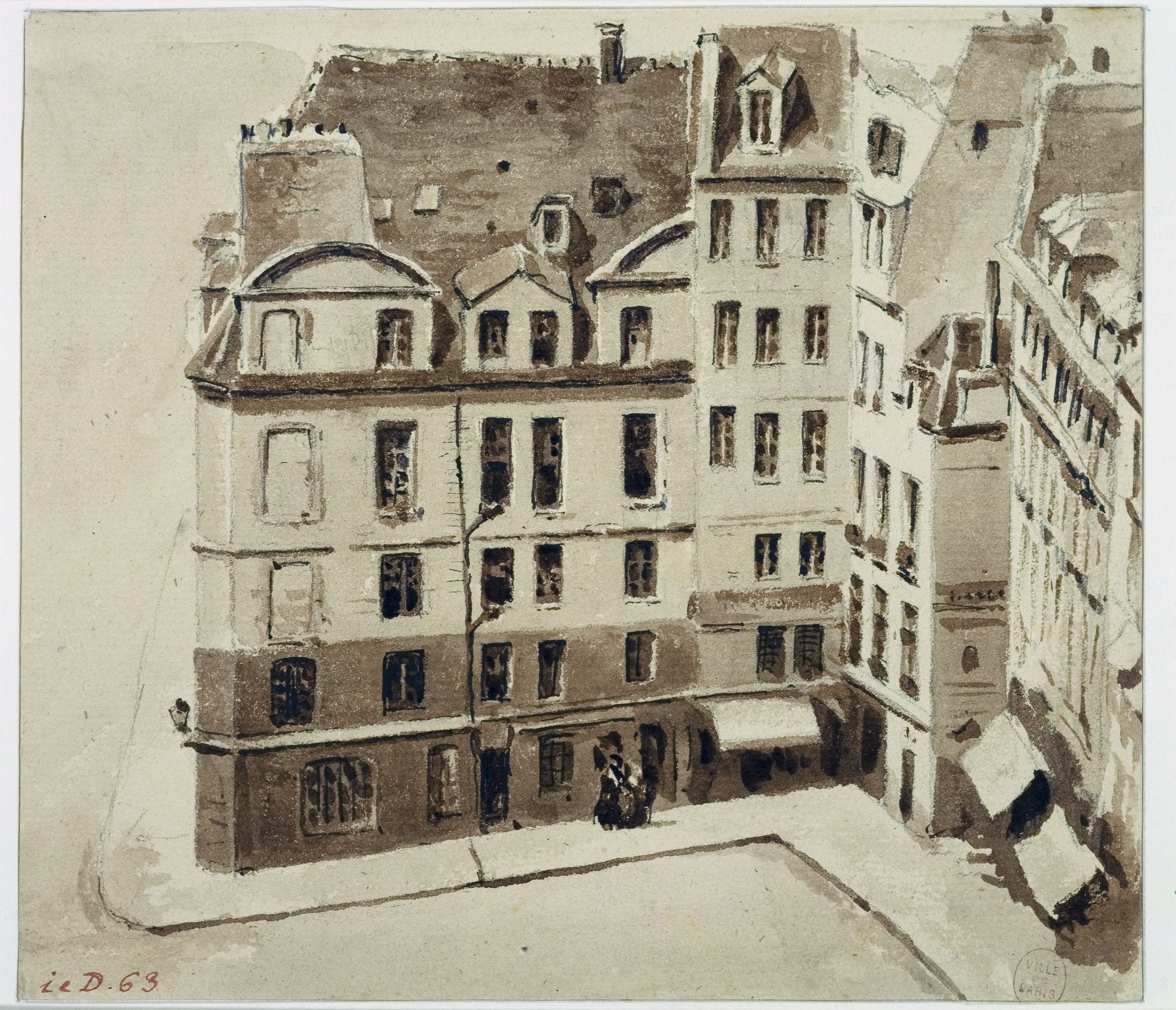
Place du Marché-Neuf à Paris où la famille Felix s'installe (démolie en 1862) par Bénard.

Sa famille misérable erre de ville en ville, à travers les foires en Allemagne et en Suisse, puis en France, à la poursuite d'une pitance que leur apportent la vente de colportage du père et celle des colifichets et objets de mercerie de la mère. Élisabeth Félix vit une partie de sa jeunesse à Hirsingue (Sundgau), dans le sud de l'Alsace.
Comme d'autres parents miséreux et précaires de cette époque, le père considère ses enfants, même à très jeune âge, comme une source de revenus : Élisa chante en s'accompagnant à la guitare avec sa sœur aînée Sophie Sarah qui récite, danse et mendie dans les cafés et les rues (d'Alsace, Besançon, Lyon, Saumur…) que ses parents traversent avant leur arrivée à Paris en 1831, où la famille s'installe dans un mauvais logement rue des Mauvais-Garçons, puis place du Marché-Neuf, en face de la morgue, dans l'île de la Cité,,.

### Formation
Outre le judéo-alsacien, le yiddish (très proche) et l'allemand - que leur père Jacob enseigne à Paris -, les enfants Félix apprennent le français, devenant leur langue principale, après que leur père eut adopté la France et oeuvré pour que ses enfants héritent également de sa passion pour le théâtre et la culture française. L'acculturation est telle que Rachel refusera plus tard de parler yiddish avec sa sœur pour placer « Racine au-dessus de tout » ; elle déclarera également préférer Corneille et Racine à Schiller.
Poussée par son père, Élisabeth Félix presque analphabète à 12 ans suit dès 1833 avec sa sœur Sarah (sous les noms d'Élisa et Sophie), les cours du musicien et pédagogue Alexandre-Étienne Choron qui, la trouvant plus comédienne que musicienne, la dirige en 1834 vers les cours de déclamation à l'école du Théâtre Molière de la rue Saint-Martin de l'acteur Saint-Aulaire, puis prend quelques cours d'art dramatique au Conservatoire,. En 1833, Sophie Sarah joue à l’essai au Théâtre du Panthéon alors qu'Élisa Rachel, encore élève de Choron, vend des brochures dramatiques le soir.
En 1835, Jacob Félix monte sa propre troupe enfantine, dont les représentations se donnent alors au Théâtre du Ranelagh. Julie Bernat (future Mademoiselle Judith) est l’élève de Jacob et le décrit ainsi : « Il avait un accent tudesque qui faisait de lui un professeur de diction assez singulier ; mais il était fort intelligent et, somme toute, ses conseils n’étaient pas mauvais ».

Pour subvenir aux besoins de sa famille, Élisa Félix se fait engager en 1836 et débute au théâtre du Gymnase-Dramatique dans le rôle d'une petite paysanne de La Vendéenne, en 1837, pièce écrite pour elle par Paul Duport ou encore un rôle dans Le Mariage de raison, vaudeville de Scribe et Varner. Elle attire déjà l'attention du critique Jules Janin qui écrit :  

« Cette enfant, qui a déjà la conscience de la vérité dans l'art, s'habille avec une scrupuleuse fidélité du costume. […] Il y a un grand avenir dans ce jeune talent, et déjà (voilà pour le présent) il y a beaucoup de larmes, d'intérêt et d'émotion. » 

Son directeur Delestre-Poirson, persuadé du talent de la jeune fille de 15 ans, la libère de ses obligations chez lui et « lui paie son salaire un an durant afin qu’elle travaillât le répertoire tragique » avec le professeur Joseph Samson au Conservatoire d'Art dramatique, qui développe chez son élève douée mais « sans formation ni culture » ses qualités innées,. Samson ne tarit alors pas d'éloges : 
« Quelle promptitude de perception ! quelle justesse dans la note ! Pensez que cette enfant ne savait rien… mais une fois qu’elle m’avait compris, elle entrait tout entière dans l’esprit du rôle… C’était une diseuse de premier ordre et digne, dès ses débuts, de servir de modèle ».
Desletre-Poirson lui fait prendre comme nom de scène celui de la biblique « Rachel » - bien qu'une autre source indique plutôt Saint-Aulaire -, nom qu'elle adopte dès lors également dans sa vie privée.
Dans l'antijudaïsme et antisémitisme prégnants à cette époque, certaines personnalités parisiennes qu'elle rencontre la surnomment « la Bohémienne » voire « l'Israélite » ou d'autres plus tard « la poitrinaire ».

### Succès au théâtre

#### Au Théâtre-Français
Auditionnée en mars 1838, elle entre au Théâtre-Français à l'âge de 17 ans. Elle débute dans le rôle de Camille dans Horace, tragédie de Pierre Corneille. Son succès est immédiat. La recette s'élève à 735 francs le premier soir, pour atteindre, dix-huit jours plus tard, la somme de 4 889,50 francs.
Elle y joue la même année les rôles d'Émilie dans Cinna, Hermione dans Andromaque, Dorine dans Tartuffe, également dans Mithridate et Bajazet, alors que la presse estime la jeune fille trop jeune et pas assez expérimentée pour tenir le rôle de Roxanne, mais Rachel « s'attache à emporter finalement l'adhésion d'un public à sa dévotion ». Un peu plus tard, elle joue l'Aménaïde dans Tancrède, et devient sociétaire de la Comédie-française en 1842,,.
En 1839, Alexandre-Louis Vedel, administrateur du Théâtre-Français, fait reprendre à Rachel le rôle d'Esther de Racine au moment de la fête juive de Pourim, soit le 28 février de cette année-là, qui multiplie « par dix les ventes de sa billetterie en une seule soirée ». Le public dont une partie israélite vient nombreux applaudir la comédienne mais les représentations jouées sans les chœurs ne sont pas à la hauteur de l'attente des autres publics et après quelques représentations, Rachel abandonne ce rôle,.
Après ses premiers succès, Rachel s'installe avec sa famille dans une maison du passage Vero-Dodat, dans le quartier du Palais-Royal.
Durant sa carrière au Français, la jeune débutante, bien que « plutôt petite et maigre, assez insignifiante », s'attire un « enthousiasme délirant » quand elle exprime « avec force le feu intérieur dont elle brûle, à tel point qu'elle est transfigurée et brille en scène d'une étrange beauté ». Son « débit naturel, sa diction nette et son énergie à toute épreuve » emporte les suffrages.

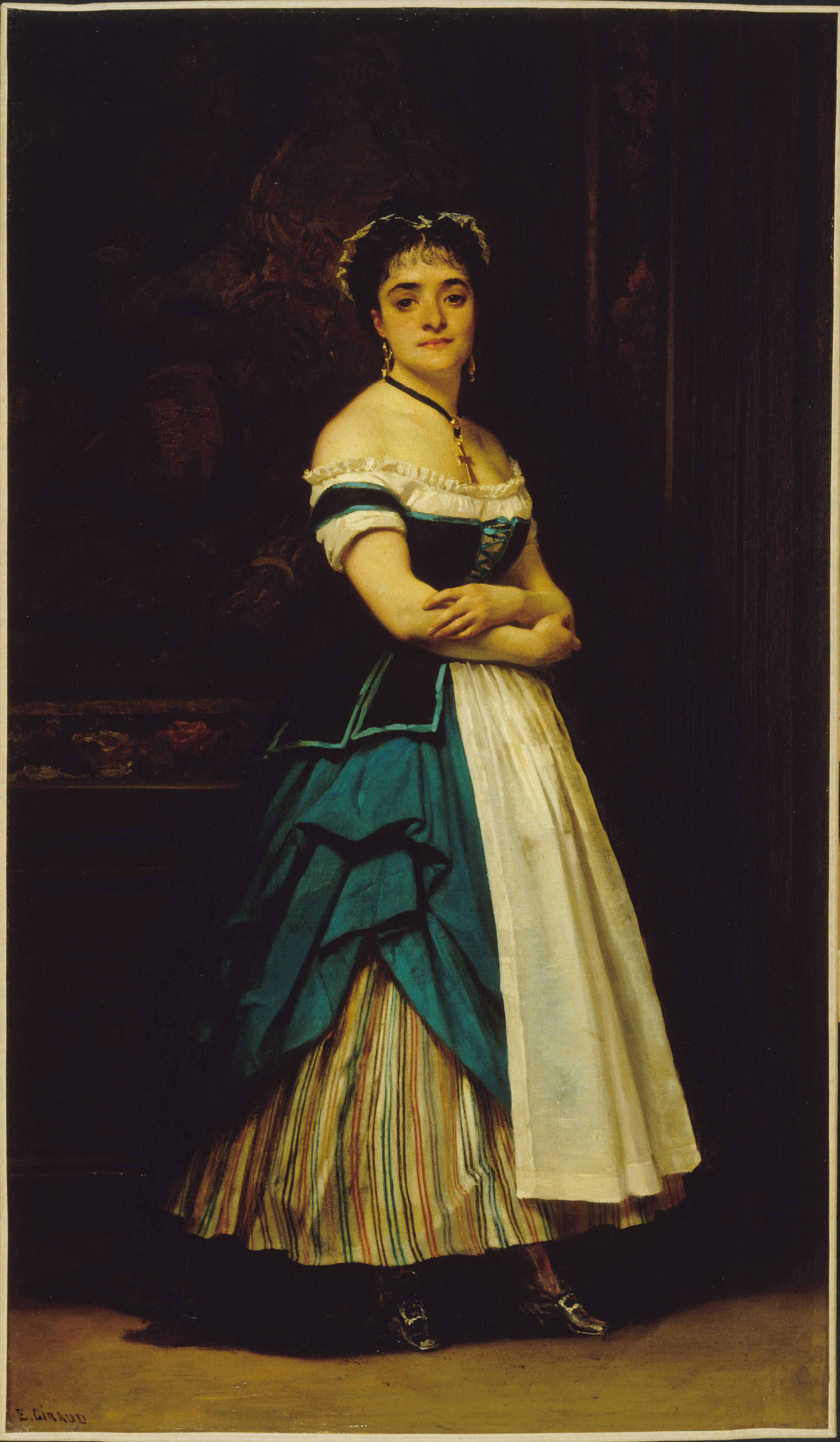
Dinah Félix..., sœur de Rachel, en costume... par Giraud (1865).

Rachel favorise les rôles du répertoire classique, en n'acceptant pas ou peu ceux des auteurs contemporains (Hugo, Lamartine, Alexandre Soumet, Dumas, Musset, Vigny) qui la réclameraient pour interprète. Toutefois, accepte-t-elle quelques incarnations dont celle de Marie Stuart dans la pièce de Pierre Lebrun où lors des premières représentations, l'actrice brille dans les scènes de violence et de ressentiment mais manque de douceur dans celles de résignation ; Gautier et Janin critiquent à hauteur.
Elle interprète encore de nombreux rôles classiques dans Nicomède, Polyeucte (1840), Le Cid, Phèdre (1843), Bérénice, Don Sanche d'Aragon, Athalie (1847), Britannicus…. Ainsi, ses camarades de la Comédie-Française la surnomment « la Grande ».
Elle se retire du Français à 28 ans en 1849 pour devenir « pensionnaire exceptionnelle » de 1849 à 1855, grâce au nouvel administrateur Arsène Houssaye qui lui offre - le salaire le plus élevé et six mois de congés par an - des conditions qui lui valent des critiques et inimitiés dans le milieu, outre ses exigences et caprices. Sa vie durant, elle profitera de ses différents temps de congé pour effectuer des tournées en France et dans le monde.
Elle impose à l'Administration du théâtre l'engagement de ses sœurs Dinah et Rebecca (sauf Lia) et de son frère Raphaël qui quittera rapidement la Comédie-Française pour préférer suivre les pas de son père, en devenant l'agent artistique de sa sœur Élisa et le directeur du théâtre de la Porte-Saint-Martin,.

#### Autres scènes
Sa situation s'étant notablement améliorée, Rachel se réjouit dans une lettre de 1849 à sa sœur que leur mère n'ait plus à sortir vendre, que son frère soit au collège et ses autres sœurs placées en pension. Pour cela, elle suit volontairement une discipline stricte pour « rester dans le droit chemin » et toujours améliorer son jeu, et refuse les nombreuses invitations de la haute société pour favoriser la vie de famille auprès de laquelle elle peut continuer à étudier ses rôles.

Dès les premiers succès de sa fille, Jacob Félix se consacre à gérer sa carrière de la manière la plus avantageuse et en 1839, alors qu'il est en conflit avec le Théâtre-Français au sujet d'un contrat de Rachel, il prend pour avocat le futur ministre Adolphe Crémieux pour se défendre publiquement. Ayant mauvaise presse, Jacob essaie – vainement – de devenir directeur du théâtre de l’Odéon en 1849. « Rachel pauvre, à peine éduquée, n’avait pour elle que son père, israélite obstiné, et son génie », écrit l'historienne M.-L. Pailleron.

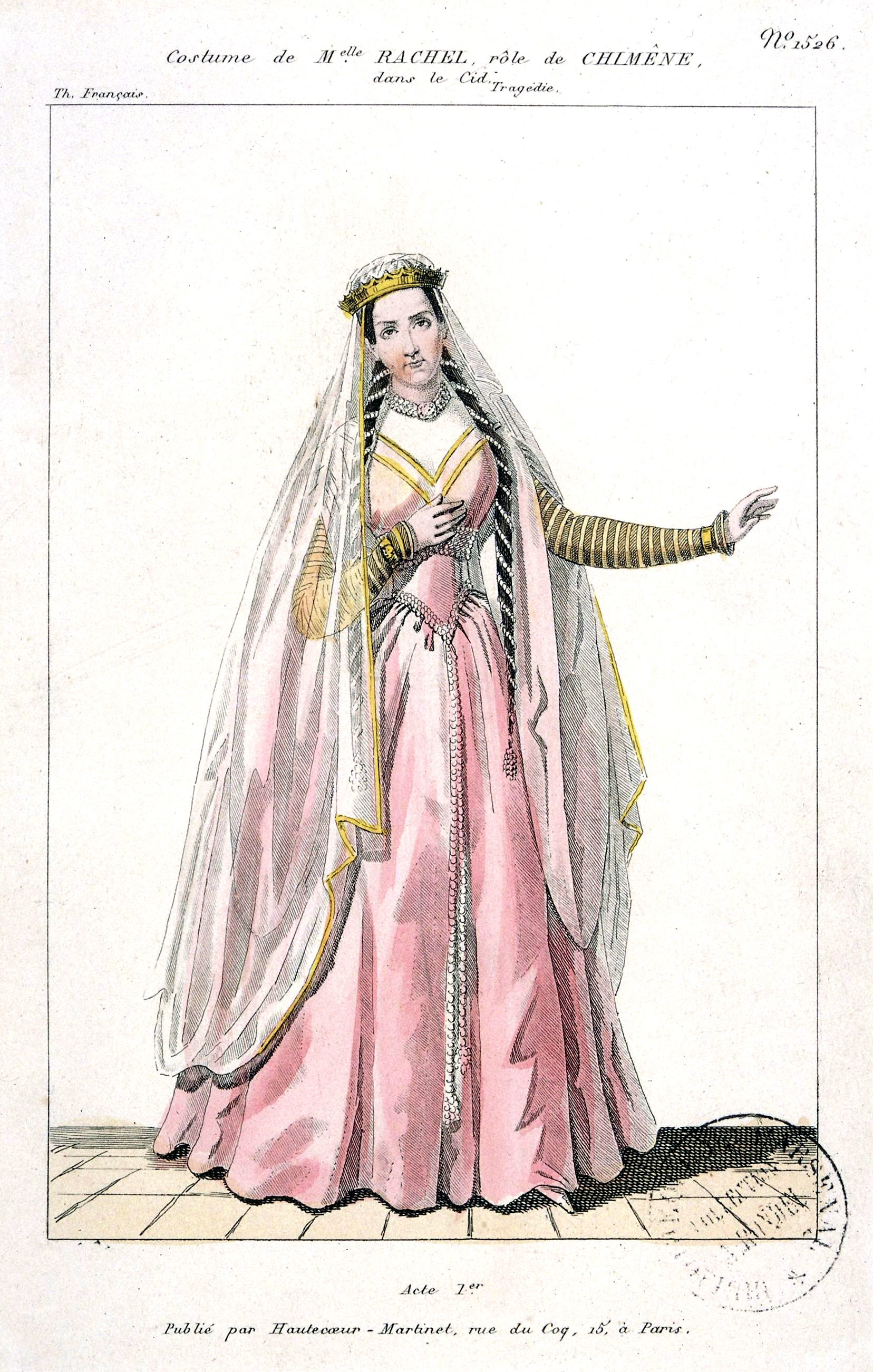
Rachel dans Le Cid (rôle de Chimène).

 Après la perte du grand Talma en 1826, son interprétation des héroïnes des tragédies de Corneille, Racine et Voltaire qui la rendent célèbre et adulée, remettent à la mode la tragédie classique, face au drame romantique qui décline. Sa « distinction naturelle » et sa « prodigieuse mémoire » la font remarquer et admirer partout où elle se produit. Elle crée un modèle nouveau d'actrice et de femme, et est une des femmes les plus célèbres de son siècle, voire « la plus grande tragédienne de son temps ». Mlle Rachel est ainsi portraiturée par de nombreux artistes de son époque.
À Paris, elle est invitée au Faubourg Saint-Germain et au salon de Madame Récamier à l'Abbaye-aux-Bois où les plus grands artistes de l'époque la côtoient en quémandant ses faveurs. L'aristocratie de l'Ancien Régime comme des bonapartistes et des orléanistes la recherchent.
En France comme ailleurs, « elle joue devant des parterres d'empereurs, de rois et de princes » qui la couvrent de présents. En tournée à Londres en 1841, elle remporte un succès triomphal, reçoit chez elle les compliments du duc de Wellington et est reçue à Windsor par la reine Victoria qui lui offre un bracelet avec l'inscription : « Victoria reine à Mademoiselle Rachel ». En 1847, elle joue Célimène au cours d'une nouvelle tournée à Londres, qui est l'une des nombreuses qu'elle effectue d'ailleurs de plus en plus loin : Angleterre, Belgique, Hollande, Autriche, Prusse où, en 1850, Mademoiselle est reçue par le roi de Prusse qui lui fait élever dans le parc du château de l'île aux Paons, près de Potsdam, une statue qui sera détruite par les nazis en 1935. En 1853, c'est en Russie où elle est « acclamée et couverte de cadeaux ».
En 1848, elle chante à 37 reprises et de façon vibrante La Marseillaise, ce qui fait d'elle une icône de la Seconde République. Le sculpteur Albert-Ernest Carrier-Belleuse façonne la même année une Rachel chantant La Marseillaise, en plâtre doré.

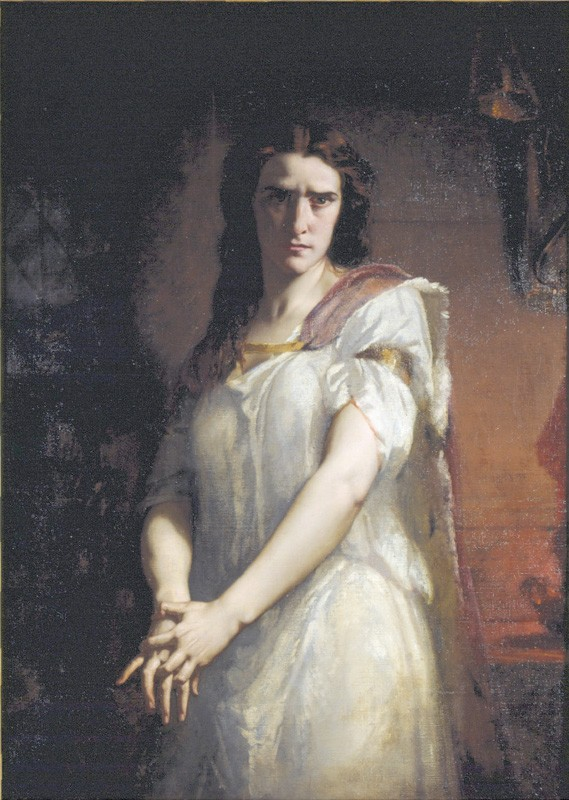
Rachel dans Lady Macbeth par Müller (1849)

Elle ne fait toutefois pas l’unanimité en raison, paradoxalement, de ses indéniables talents d’actrice. Ainsi, Victor Hugo qui « admire Rachel sans passion », aime citer le mot de Frédérick Lemaître :
« Rachel ? la perfection, et rien de plus ! »
Ses camarades au théâtre lui en veulent également d'obtenir certains avantages extraordinaires dans la profession. 

En revanche, le dramaturge et poète Théophile Marion Dumersan lui consacre dès 1838 (alors qu'elle a 17 ans) une « Epître à Mademoiselle Rachel », et le poète Eugène Manuel s'exprime après une représentation de 1842 : 
« J’ai vu hier soir Phèdre, j’ai vu Rachel ; et, je vous le dis, c’est beau ! c’est beau ! c’est beau !…».
 
Le critique Jules Janin célèbre « cette enfant de tant de miracles » et s’émerveille de ses prouesses :
« Il n’y eut jamais d’enchantement pareil à cet enchantement […] c’est une transformation merveilleuse ». 

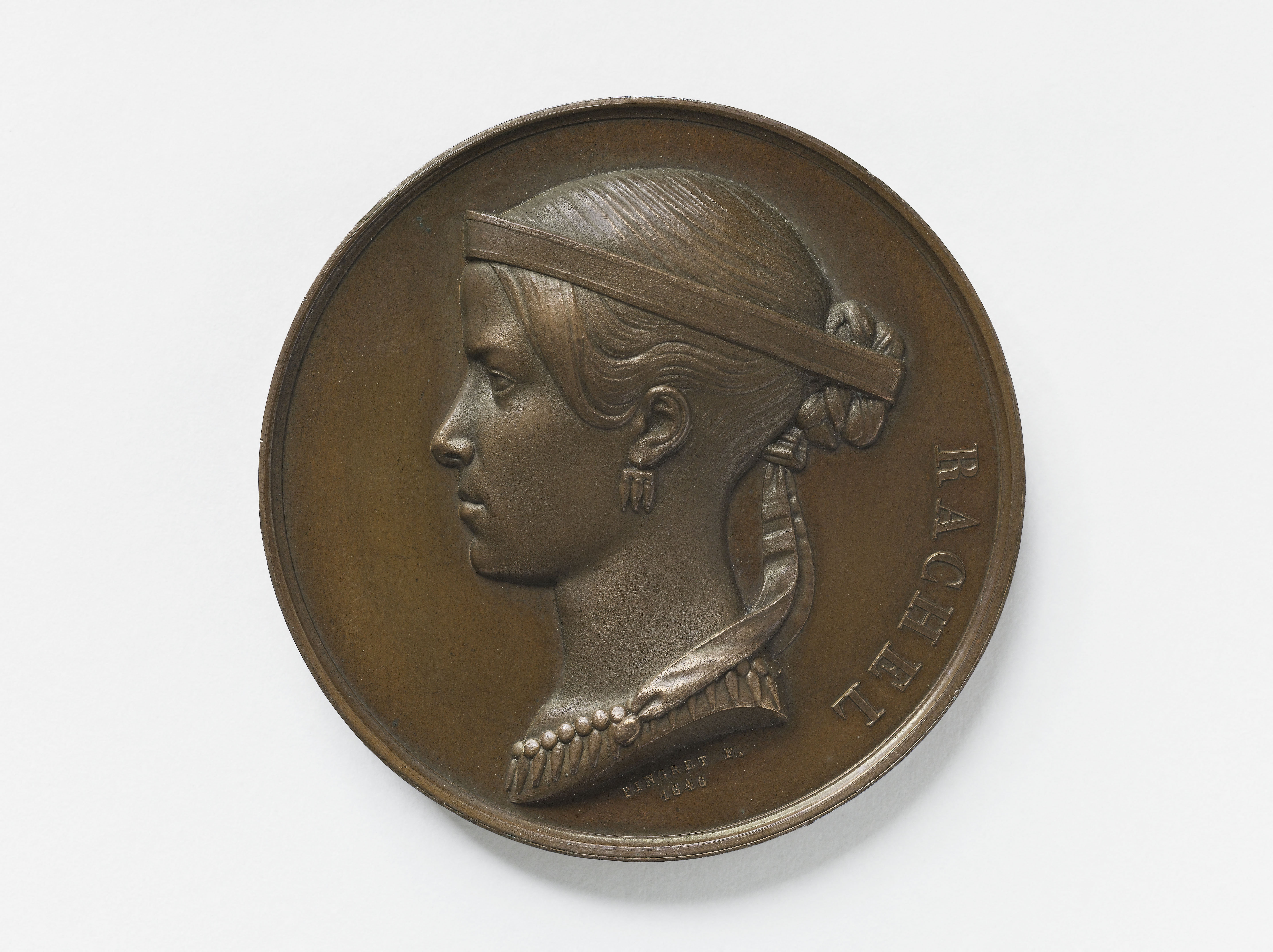
Médaille, avers (1856)

Gustave Flaubert écrit sur son jeu : 
« Les plus rustres se sont sentis émus, les plus grossiers étaient touchés, les femmes applaudissaient dans les loges, le parterre battait de ses mains sans gants, la salle trépignait ; et à l’heure où j’écris ceci à la hâte j’en suis encore tout troublé, tout ravi, j’ai encore la voix de la grande tragédienne dans les oreilles et son geste devant les yeux »
Théophile Gautier constate que : « C'est donc l'actrice et non la pièce qui attire la foule ».  

Elle se lie d'amitié avec Alfred de Musset (et d'autres Romantiques), qui trace d'elle en 1839 un beau portrait dans une lettre à sa « marraine », Madame Jaubert (lettre éditée par Paul de Musset en 1859 sous le titre Un souper chez Mademoiselle Rachel). Il fait le serment de lui écrire une tragédie en cinq actes (La Servante du roi) mais le projet n'aboutit pas. Après la mort de l'actrice, Musset écrit un poème intitulé À Mademoiselle Rachel qui se termine par ces vers : 
« Mon génie était dans ta gloire ; Mon courage était dans tes yeux ».
Un léger déclin commence en 1854 avec la mort de sa sœur Rébecca, un procès contre elle qui ne veut pas jouer la Médée d'une pièce écrite à son intention par Ernest Legouvé, et probablement l'écho des succès en France de la Ristori, sa rivale italienne (qui accepte ce rôle de Médée). Après une tournée épuisante aux États-Unis débutée en 1855, Rachel revient deux ans plus tard et pour la dernière fois, en France.

### Vie privée

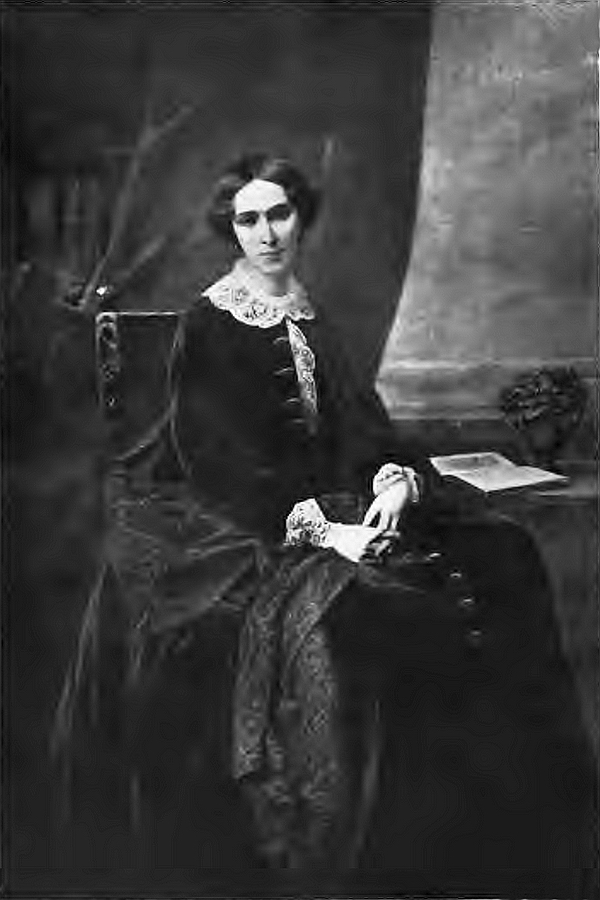
Rachel, gravure d'après le tableau de Charles Müller (1852).

A Paris, Mademoiselle Rachel habite tour à tour la rue des Mauvais-Garçons, la place du Marché-Neuf sur l'île de la Cité, le 4 rue Trudon devenue une partie de la rue Boudreau et la place Royale. À partir de 1839, elle s'installe également dans une demeure de Montmorency.
Elle est décrite par ses biographes comme une « grande amoureuse ». On lui prête des relations avec le Dr Louis Véron (1838),, Alfred de Musset (1839), le prince de Joinville (1841), le comte Walewski (1841-46), François Ponsard, Alexandre Dumas fils, E. de Girardin (1846), Arthur Bertrand (1847), Napoléon-Jérome Bonaparte (1850).
À Londres, elle rencontre Louis-Napoléon en 1846, qui devient président de la République deux ans plus tard, puis empereur. Elle aura plus tard une aventure avec Napoléon-Jérôme Bonaparte, cousin germain de Napoléon III et avec le comte Alexandre Colonna Walewski, fils naturel de Napoléon Ier.
Elle a deux fils : Alexandre (3 novembre 1844 – 20 août 1898), du comte Walewski (fils de Napoléon et de Marie Walewska), et Victor Gabriel (26 janvier 1848 – 19 octobre 1888) d'Arthur Bertrand (fils du maréchal Bertrand).

#### Descendance

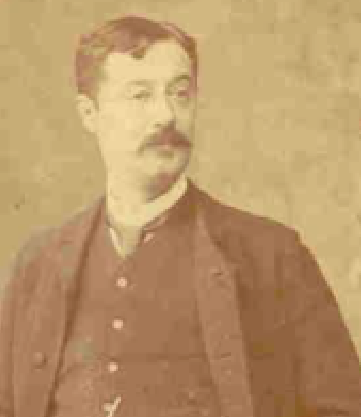
Alexandre II Walewski, fils de Rachel.

Son fils, le comte Alexandre Antoine Jean Colonna Walewski II, né à Marly-le-Roy, est élevé par elle jusqu'à ses 12 ans puis par son père et sa belle mère Marie Anne di Ricci. Il étudie à Genève et à Paris et opte pour le droit et la diplomatie plutôt que l’armée, pour devenir consul-général de France. Il se marie chrétiennement en 1868 avec Jeanne de Sala (1845-1882), originaire du Piémont, dont il a trois enfants : Madeleine (1869-1955) mariée à Giuseppe Rossi del Barbazzale dont deux enfants Giovanna et Carlo ; André (1871-1954) marié à Marie Molinos, dont deux enfants ; Jean Antoine Charles ou Henri (1881-). Il meurt accidentellement en 1898 à Turin où il était en poste.
Son autre fils Victor Gabriel Félix, né à Neuilly-sur-Seine, est recueilli par ses grands-parents maternels et l'une de ses tantes qui l'envoient à Sainte-Barbe se préparer à l'École navale et il sert dès 16 ans dans la marine, notamment sur le croiseur Vénus et le Catinat (1881), sur Ogowé et Fernand-Vaz (1885) ou sur le vaisseau Navarin (1886),. Il est fait chevalier de la Légion d'Honneur en 1871, ayant été en service dans l'Armée du Nord et blessé par deux fois (Beaune-la-Rolande et Pont-Noyelles). Il participe à l'exploration du Gabon et du Congo avec Pierre Savorgnan de Brazza. Il meurt en 1888 à Lirange Brazzaville au Congo, où il était consul de France.

### Fin de vie
Revenue épuisée de sa tournée aux États-Unis alors qu'elle était déjà atteinte de phtisie, Rachel meurt à 36 ans, le 3 janvier 1858, des suites d'une tuberculose, entourée par notamment dix représentants du Consistoire israélite de Nice qu'elle avait réclamés et en prononçant la prière juive du Shema Israel. Lors de ses derniers moments, elle a aussi demandé à sa sœur Sarah d'appeler le grand rabbin de France Lazare Isidor, qui lui était proche, pour qu'il vienne à son chevet mais il arrive trop tard,.
Malgré de nombreuses pressions — Chateaubriand ne cessa d'argumenter pour la convertir au christianisme, tout l’entourage de madame Récamier tenta également de la convaincre, comme régulièrement d'autres journaux, Le Siècle, sous la plume d'Eugène Guinot, annonça faussement sa proche conversion en 1846, ce qui obligea la tragédienne (décrite « prête à trahir la synagogue pour des raisons vénales ») à une réplique cinglante exigeant la publication immédiate d’un démenti, et son dernier amant encore essaya même de la convertir en ses derniers instants —, elle avait voulu conserver durant les trente-sept années de sa vie et jusqu'à la fin, la foi de ses ancêtres,,,.

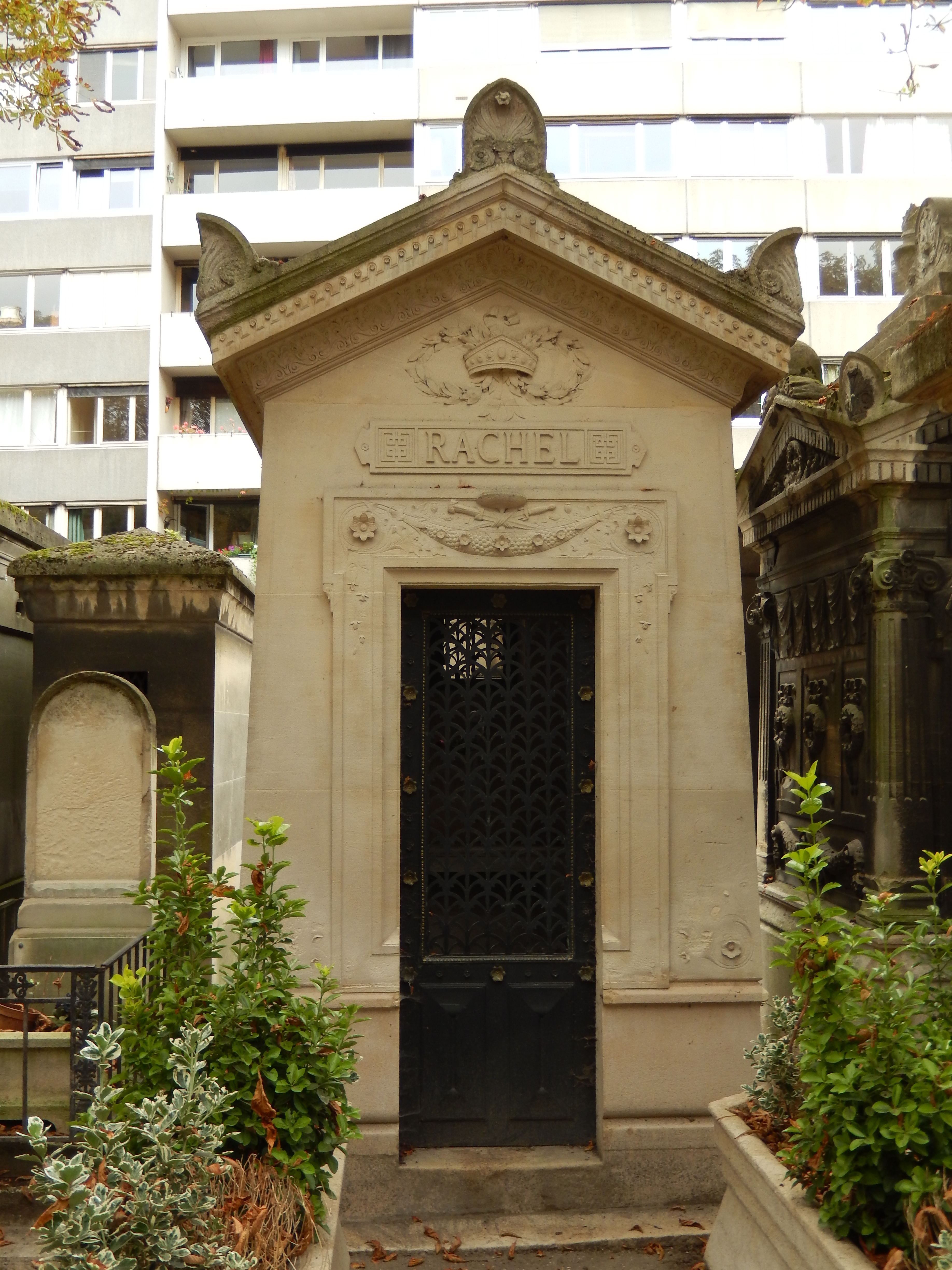
Tombe de Rachel au cimetière du Père-Lachaise (division 7.

L'annonce de sa mort fait grand bruit et sème une grande émotion à Paris. Elle fait les titres de toute la presse. Des commentateurs relèvent que « C’est... le bruit, l’émotion de la ville, le sujet pénible de tous les entretiens, de toutes les conversations » et « Au théâtre, dans les salons, partout il a été parlé de cette perte irréparable... ».
À Paris, ses funérailles grandioses observant le rituel juif ont lieu le 11 janvier 1858, où le grand-rabbin Isidor prononce les prières funéraires. Les cordons sont tenus par Alexandre Dumas père et des personnalités du théâtre parisien. La procession est précédée de gardes municipaux à cheval, escortée par d'autres à pied. La foule composée de dizaines de milliers de personnes qui accompagne le cortège funèbre est si nombreuse que les grilles du cimetière doivent être fermées.
Mlle Rachel repose dans le carré juif du cimetière du Père-Lachaise (division 7), à Paris.
Après sa mort, se déploient « de la grande presse aux petits journaux, une multitude d’hommages et de reportages » sur la tragédienne et d'aucuns s'étonnent même de la persistance de ces échos : « Elle est morte voilà huit jours et il n’est bruit que de cette mort dans le monde ». Des mois encore, on publiera sur elle.
L'inventaire des effets de Mlle Rachel a lieu le 11 février 1858.
Un an après son enterrement, un monument est élevé sur l'emplacement où repose le corps, à l’initiative de son frère Raphaël Félix,.

## Rôles
- 1837 : La Vendéenne de Paul Duport (théâtre du Gymnase, 24 avril) ; Le Mariage de raison de Scribe et Varner (théâtre du Gymnase, 12 juin)

Au Théâtre-Français :

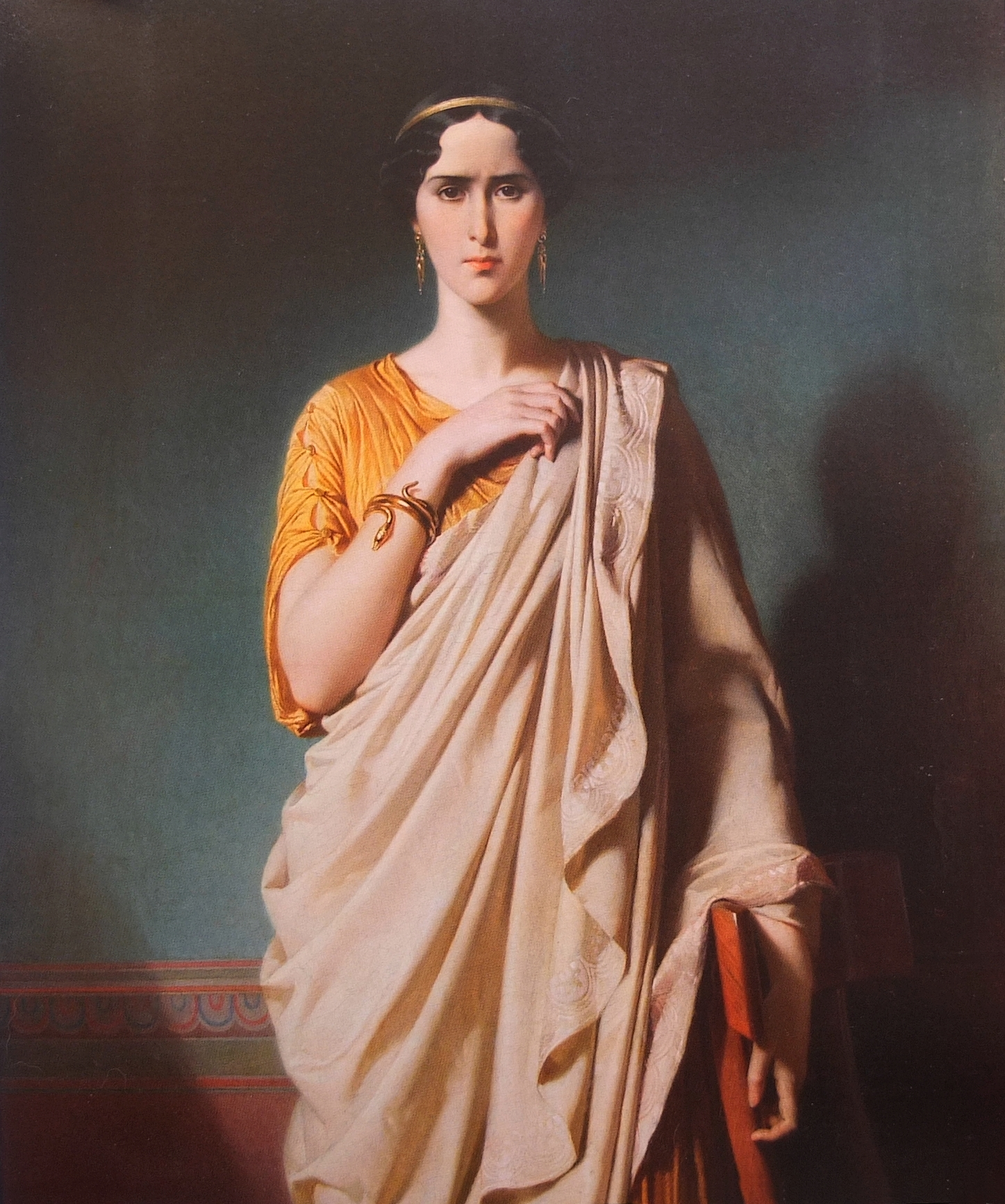
Édouard Dubufe, Madame R. ou Rachel dans le rôle de Camille (vers 1850).

- 1838 : Camille dans Horace de Corneille (12 juin au 11 septembre), (70 représentations à Paris, d'innombrables en tournée et « extraits » récités dans le monde[11]) ; Émilie dans Cinna de Corneille (27 septembre) ; Hermione dans Andromaque de Racine (4 septembre) ; Aménaïde dans Tancrède de Voltaire ; Ériphile dans Iphigénie en Aulide de Racine ; Monime dans Mithridate de Racine ; Roxane dans Bajazet de Racine (23 novembre), l'un de ses meilleurs rôles ;
- 1839 : Esther dans Esther de Racine (28 février 1839) ; Laodice dans Nicomède de Corneille (9 avril) ; Dorine dans Tartuffe de Molière (30 avril) ;
- 1840 : Pauline dans Polyeucte martyr de Corneille (15 mai) ; première tournée en France en été (Rouen, Le Havre, Lyon) ; Marie Stuart dans Marie Stuart de Lebrun (22 décembre) ;
- 1841 : tournée en Belgique et en Angleterre (été) ;
- 1842 : Chimène dans Le Cid de Corneille (19 janvier) ; Ariane dans Ariane de Thomas Corneille (7 mai) ; tournée en Angleterre et en Belgique (été) ; Frédégonde dans Frédégonde et Brunehaut de Lemercier (5 novembre) ;
- 1843 : Phèdre dans Phèdre de Racine (21 janvier) ; Judith dans Judith de Girardin (24 janvier) ; tournée à Rouen, Marseille et Lyon (été) ;
- 1844 : Bérénice dans Bérénice de Racine (6 janvier) (5 représentations, 1844) ; Isabelle dans Don Sanche d'Aragon de Corneille (17 janvier) ; Catherine dans Catherine II de Romand (25 mai) ; Marinette dans Le Dépit amoureux de Molière (1er juillet) ; tournée en Belgique (été) ;
- 1845 : Virginie à Brest (3 juillet) ; Polyeucte à Nancy (25 août) ;Statue de Rachel.

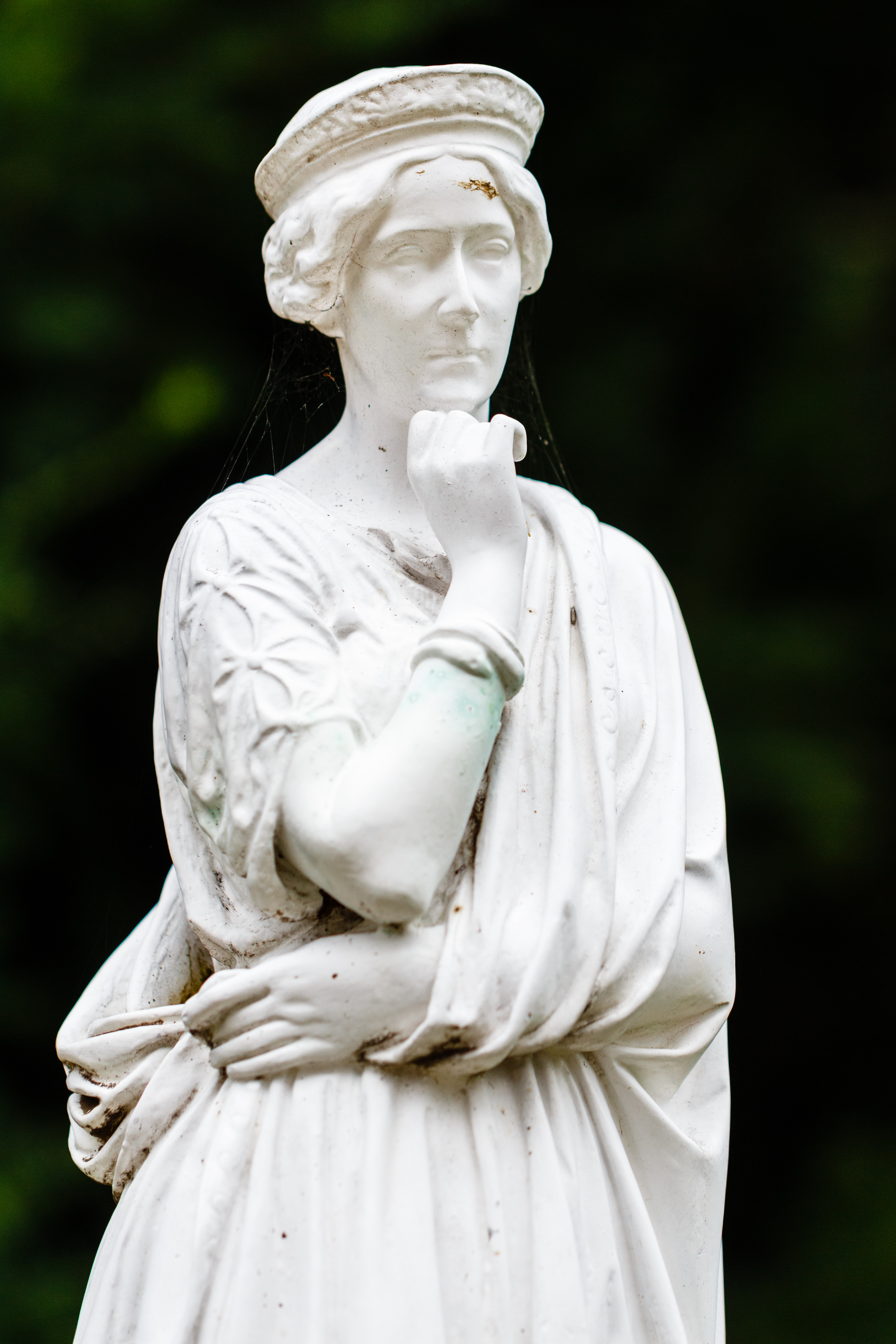
Statue de Rachel.

- 1846 : Jeanne d'Arc d'Alexandre Soumet (4 avril), tournée aux Pays-Bas, à Liège et à Lille (juin) ; tournée à Londres (juillet-août) ;
- 1847 : la Muse sérieuse dans L'Ombre de Molière (15 janvier) ; Fatine dans Le Vieux de la montagne (6 février) ; Athalie de Racine (5 mars) ; tournée à Londres, aux Pays-Bas et à Liège (mai-juin) ;
- 1848 : Horace (13 mars ; tournée à Amsterdam (juin-octobre) ; Britannicus (octobre) ;
- 1849 : Andromaque (janvier) ; Lesbie dans Le Moineau de Lesbie (22 mars) ; Adrienne Lecouvreur (14 avril) ; tournée dans l'ouest et le sud-ouest de la France (29 mai au 31 août) ;
- 1850 : Mlle de Belle-Isle (25 janvier) ; Thisbé dans Angelo (18 mai) ; Lydie dans Horace et Lydie (19 juin) ; tournée à Londres, Hambourg, Berlin, Potsdam, Brême, Vienne, Munich (juillet-octobre) ;
- 1851 : tournée ;
- 1853 : tournée ;
- 1854 : tournée à Varsovie, Saint-Pétersbourg au théâtre Michel et Moscou (janvier-avril) ;
- 1855 : tournée à New York et aux États-Unis (septembre-décembre) et à Cuba, dissolution de la troupe (décembre).

## Expositions
- octobre 2011 - janvier 2012 : « La Comédie Française s’expose au Petit Palais ». Du 13 octobre 2011 au 15 janvier 2012
- 2004 : « Rachel, une vie pour le théâtre », organisée par le Musée d’art et d’histoire du Judaïsme de Paris, en partenariat avec la Comédie-Française[2].

## Autres faits

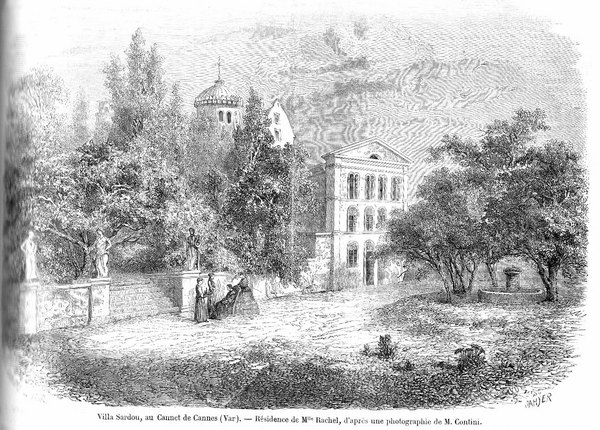
« Villa Sardou, au Carmel de Cannes (Var). – Résidence de M^{lle} Rachel, d'après une photographie de M. Contini » (1857)

Alors qu'elle est présentée à Châteaubriand vieillissant chez Madame Récamier en 1840, il déplore : 
« Quel chagrin de voir naître une si belle chose, quand on va mourir. 
- Mais, monsieur le Vicomte, il y a des hommes qui ne meurent pas ! », lui répond-elle.
En 1851, Charlotte Brontë, profitant de ce que Rachel se produit à Londres dans la pièce Adrienne Lecouvreur, décide d'aller assister à une des représentations (en français) en compagnie de son éditeur. Elle retourne la voir dans une autre pièce, Horace, quelques jours plus tard. Ce n'est peut-être pas la première fois qu'elle la voit : Brontë était à Bruxelles en 1842 quand Rachel y donna plusieurs représentations au théâtre de la Monnaie.

Comme la plupart de ses contemporains, Charlotte Brontë est fascinée par la comédienne au point qu'elle décide de l'intégrer dans son dernier roman, Villette, sous le nom de Vashti :
For a while — a long while — I thought it was only a woman, though an unique woman, who moved in might and grace before the multitude.
By-and-by I recognised my mistake. Behold! I found upon her something neither of woman nor of man: in each of her eyes sat a devil. These evil forces bore her through the tragedy, kept up her feeble strength — for she was but a frail creature; and as the action rose and the stir deepened, how wildly they shook her with their passions of the pit! They wrote HELL on her straight, haughty brow. They tuned her voice to the note of torment. They writhed her regal face to a demoniac mask. Hate and Murder and Madness incarnate she stood.
It was a marvellous sight, a mighty revelation.
It was a spectacle low, horrible, immoral.
Durant son existence, Rachel fréquente « la synagogue consistoriale de la rue Notre-Dame-de-Nazareth et contribue à son embellissement par un don ». Elle fait preuve de « générosité envers les œuvres de bienfaisance juives, ou de simples particuliers juifs dans la misère : à Paris en 1853 et 1855, à Strasbourg en 1840, à Lyon en 1843, à Bruxelles en 1842 et 1855, à Karlsruhe en 1850. Le journal Archives israélites de France relate aussi son intervention à Londres en 1841 en faveur de l'émancipation des juifs ».

Vers la fin de sa vie, elle confie ce qui deviendra le titre d'un ouvrage monographique : 
« J'ai porté mon nom aussi loin que j'ai pu »

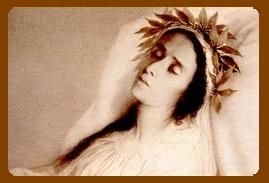
Rachel sur son lit de mort (1858) par Frédérique O'Connell condamnée pour cette œuvre.

La mort de Rachel eut la conséquence juridique inattendue de contribuer à l'édification de la jurisprudence sur le droit à l'image,. C'est en effet à l'occasion d'un contentieux relatif à la publication d'un dessin au fusain par l'artiste Frédérique O'Connell, exposé dans une galerie puis diffusé en de nombreux exemplaires et publié en juin 1858 par La Presse, représentant l'actrice sur son lit de mort et exécuté à partir d'une photographie de la scène, comme il était de coutume à l'époque, que le tribunal civil de la Seine, saisi par la sœur soutenue par le père de l'actrice, rendit le 16 juin 1858 l'une de ses premières décisions sur la question,,. Le jugement permet à la famille d'obtenir que les dessins et photographies de la comédienne soient retirés de la circulation et de condamner O'Connell aux dépens,.
Portant souvent des vêtements à base de dentelle de Valenciennes, elle donne son nom à des métiers à tisser la dentelle créés au XIXe siècle, les « machines Rachel ».
La succession (objets, mobilier, linges...) de Mademoiselle Rachel a lieu du 12 au 29 avril 1858 par le ministère du commissaire-priseur Hayaux du Tilly.

Le poète russe Ossip Mandelstam écrit dans son poème « Akhmatov », au début du XXe siècle :
« Une voix sinistre - un houblon amer -
Déchaîne les profondeurs de l'âme :
Ainsi - Phèdre indignée -

Rachel se tenait autrefois. »

## Postérité

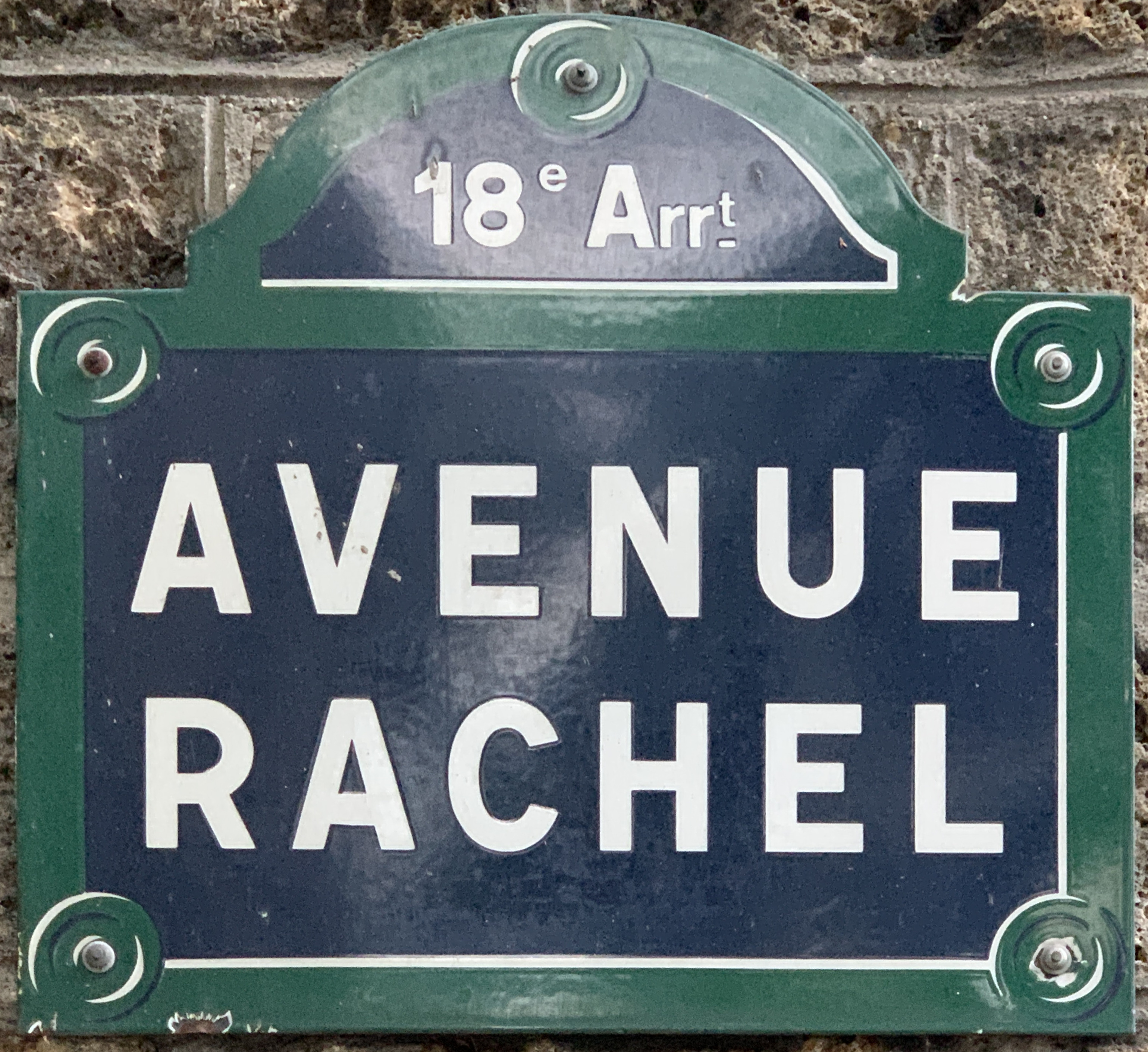
Plaque à Paris XVIIIe

À Paris, l'avenue Rachel, menant au cimetière de Montmartre, porte son nom depuis 1899,,. Sous l'Occupation, cette rue fait partie de celles que le capitaine Paul Sézille, directeur de l'Institut d'étude des questions juives, voulait marquer d'une étoile jaune, en raison de l'origine juive de l'actrice du XIXe siècle mais ce projet n'aboutira pas.
Une couleur de poudre cosmétique pour le teint est nommée en son honneur,.
Mlle Rachel est représentée sur des timbres français (1961) et israéliens (1998).

## Iconographie
L'enthousiasme et le succès que Rachel soulève poussent une cinquantaine d'artistes à la représenter, en peinture, sculpture, lithographie ou photographie,, :
- Peinture par Henri Lehmann vers 1850
- Peinture par Charles-Louis Müller en 1852
- Peinture par Achille Devéria vers 1839
- Peinture par Amaury-Duval en 1854.
- Sculpture par Jean-Auguste Barre.
- Médaille par Alfred Baron (1840)

- William Etty, Mademoiselle Rachel (entre 1841 et 1845), York Art Gallery ;
- Albert-Ernest Carrier-Belleuse, Rachel chantant La Marseillaise, statue en plâtre doré, 1848, Fondation Walewski, Genève ;
- Josef Kriehuber (1800 -1876), lithographie de 1850 ;
- Esquisse à l'huile de Jérôme, Musée Carnavalet
- Edmond-Aimé-Florentin Geffroy, Élisabeth-Rachel Félix, 1855, localisation inconnue ;
- Joseph Pingret, Rachel, médaille, 1846, musée Carnavalet, Paris[63] ;
- Jean-Léon Gérôme, Portrait de la tragédienne Rachel en buste, costume antique, 1859, Comédie-Française, Paris ;
- Édouard Louis Dubufe, Madame R. ou Rachel dans le rôle de Camille, vers 1850, Comédie-Française, Paris.
- Médaille par Joseph Pingret (1856)
- Daguerréotype
- Photographie de Rachel assise dans une robe rayée (artiste inconnu)[64]
- Timbre-poste français (acteurs français et actrices) : Rachel dans le rôle de Phèdre (1961)

### Galerie

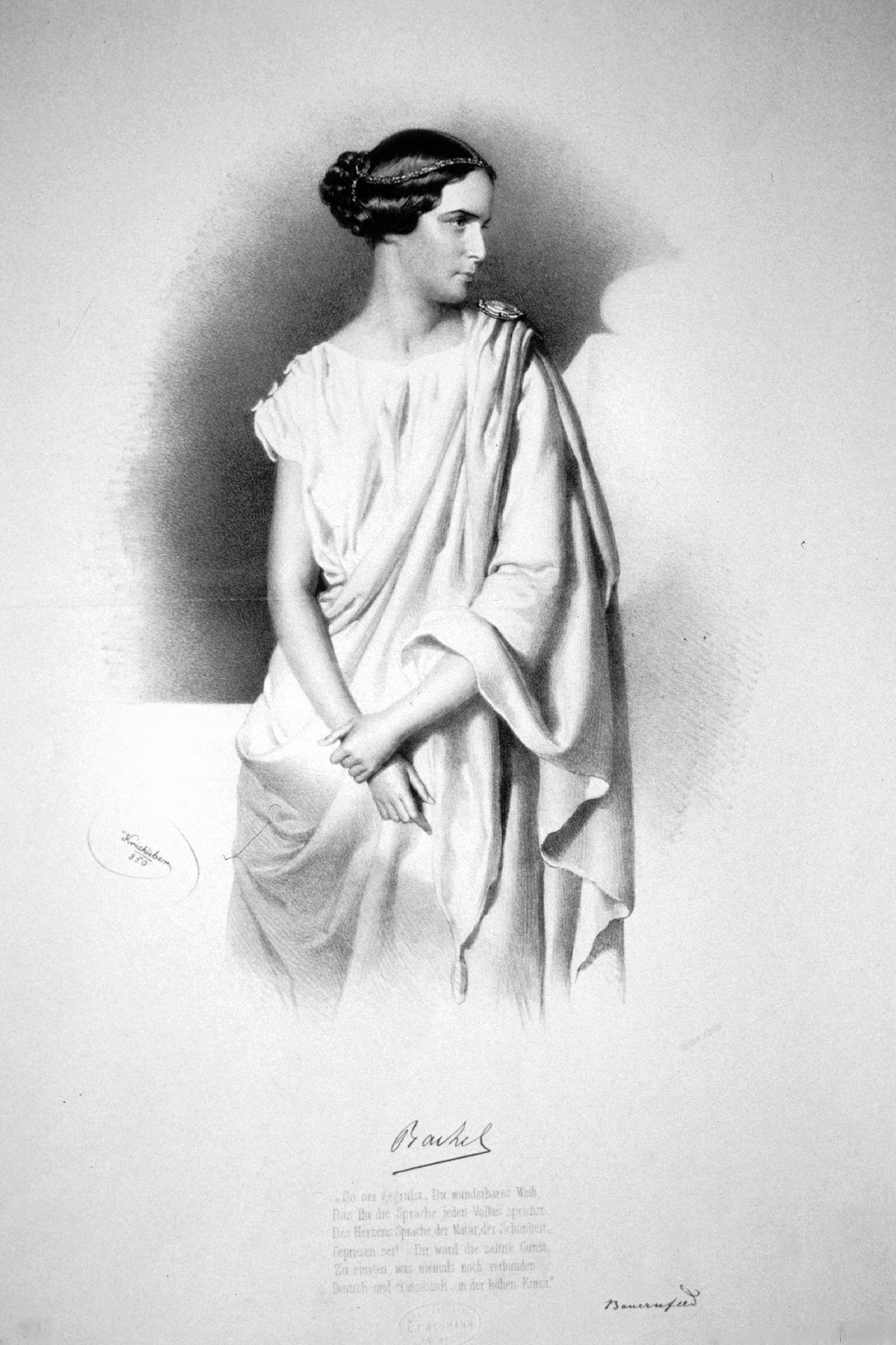
Rachel par Josef Kriehuber, 1850.
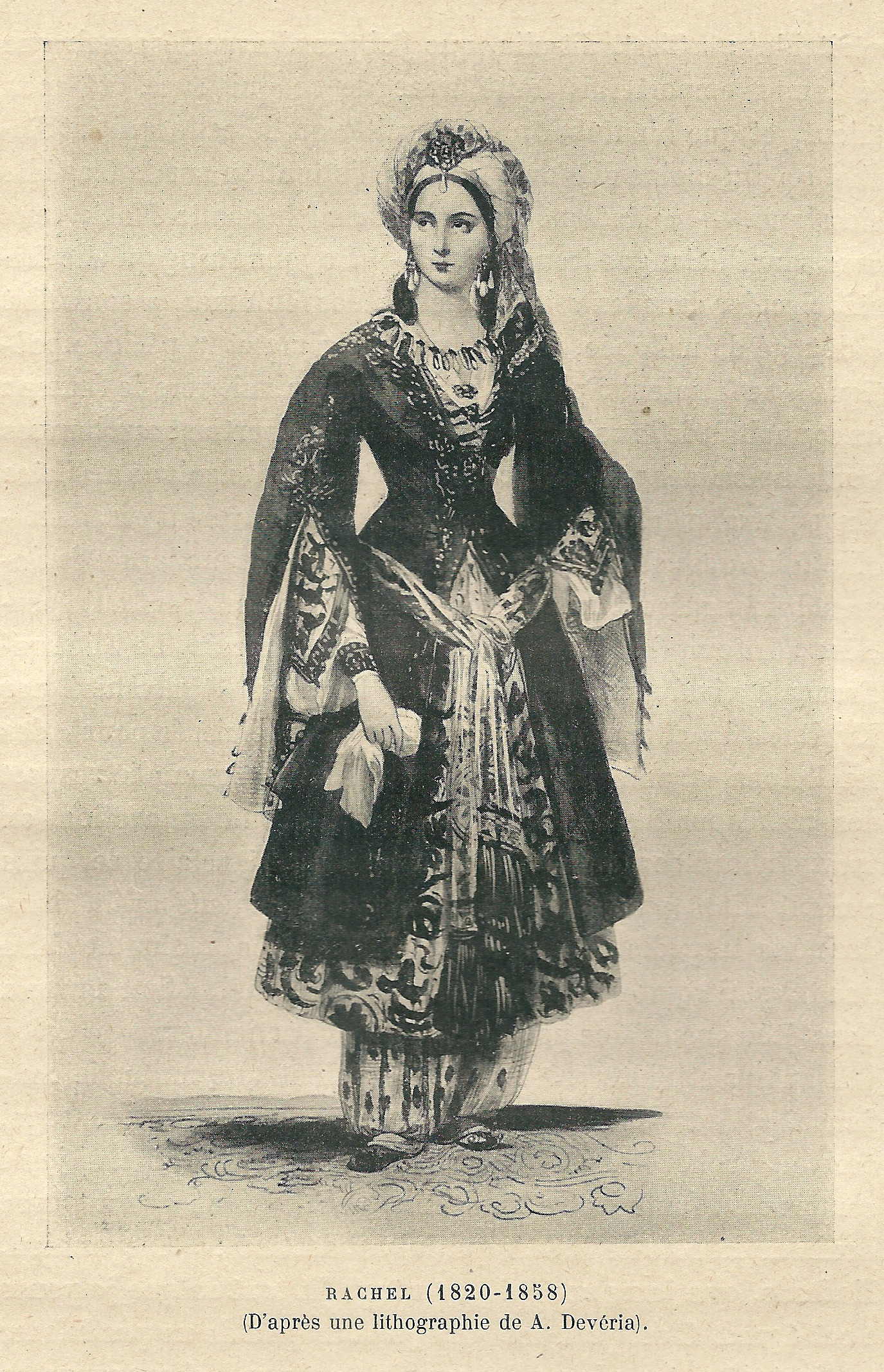
Rachel en costume de scène, gravure d'après la lithographie de Deveria, av. 1911.
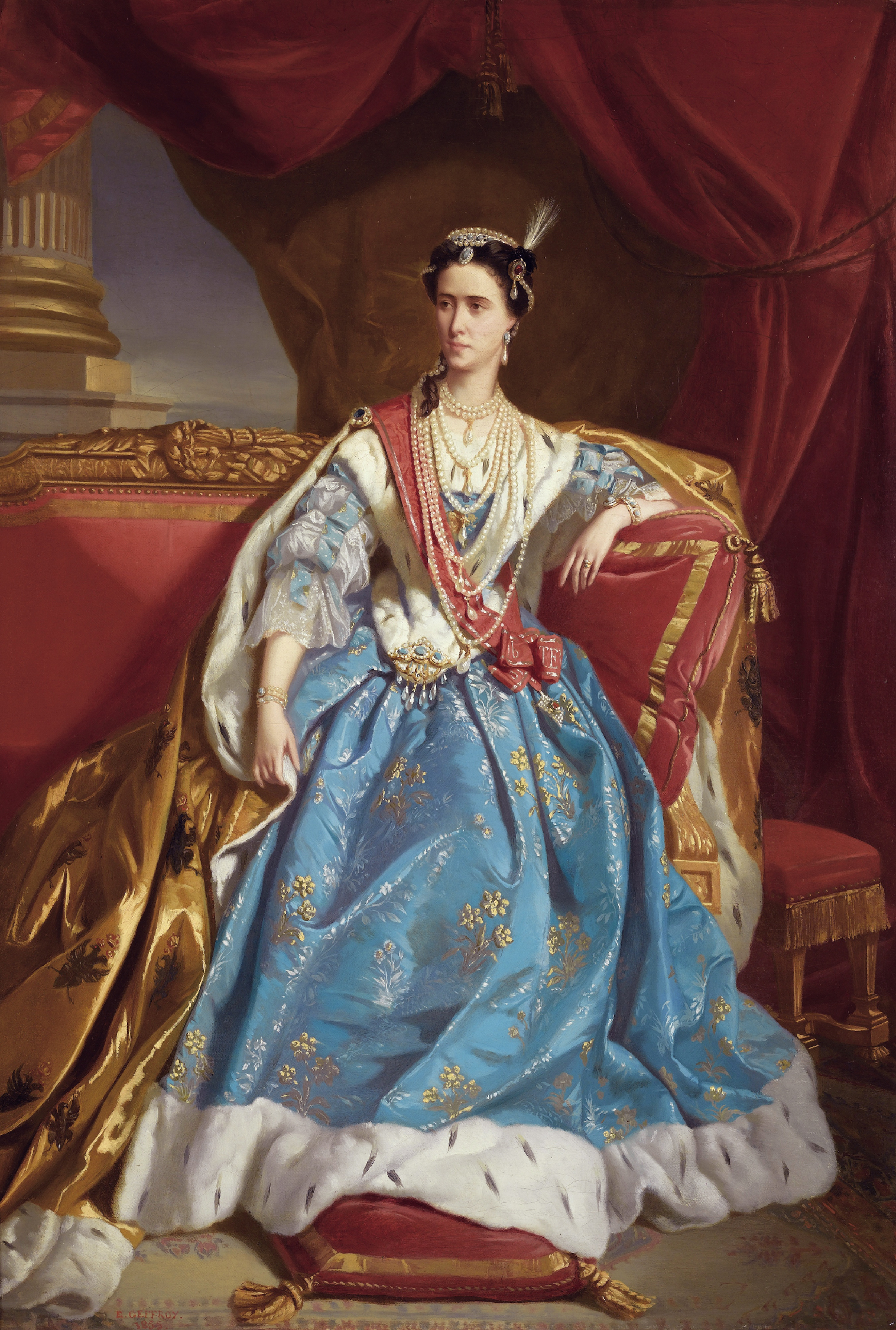
Rachel par Edmond-Aimé-Florentin Geoffroy.
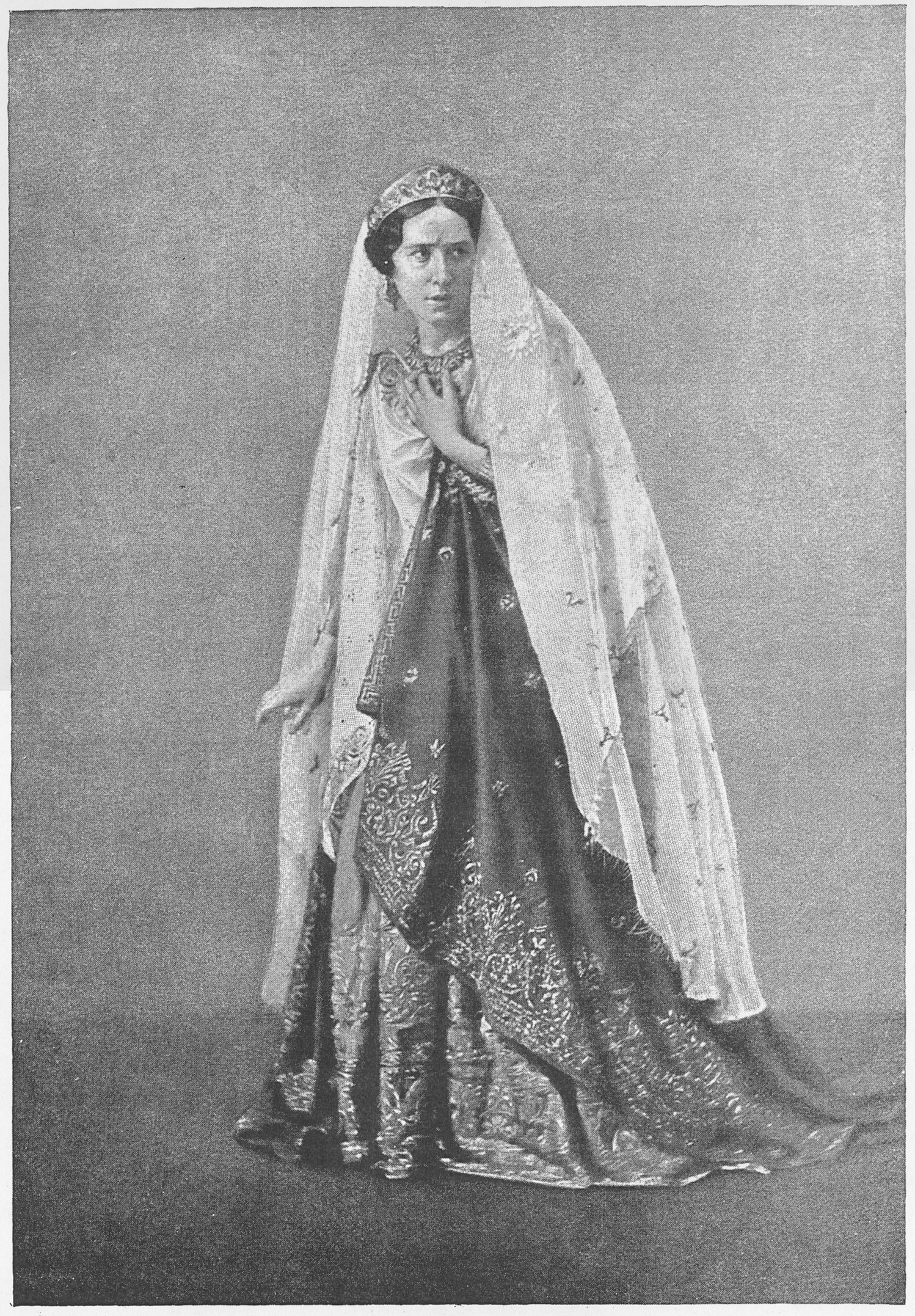
Rachel dans Phèdre.
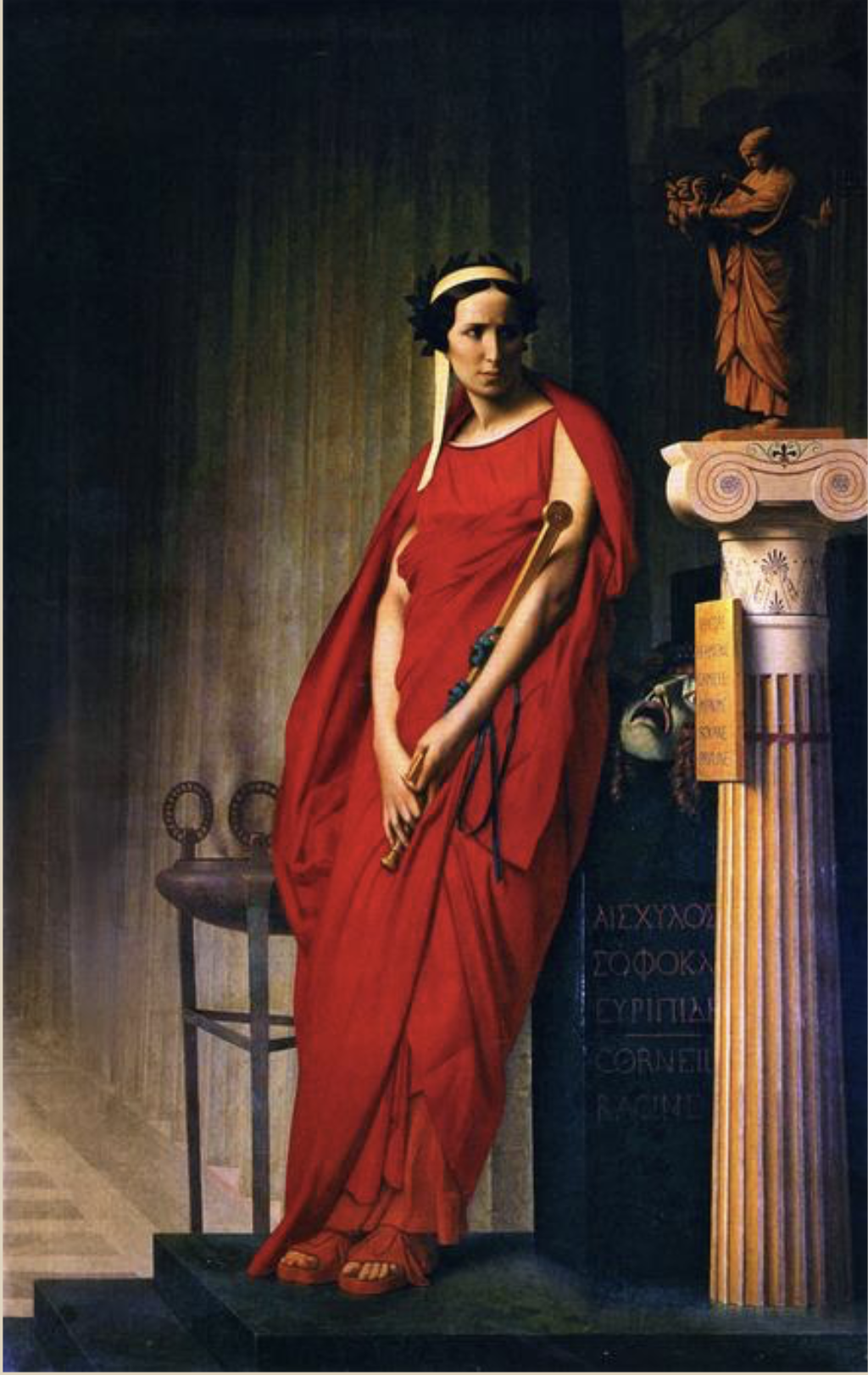
Rachel par Jean-Léon Gérôme, Salon de 1861.
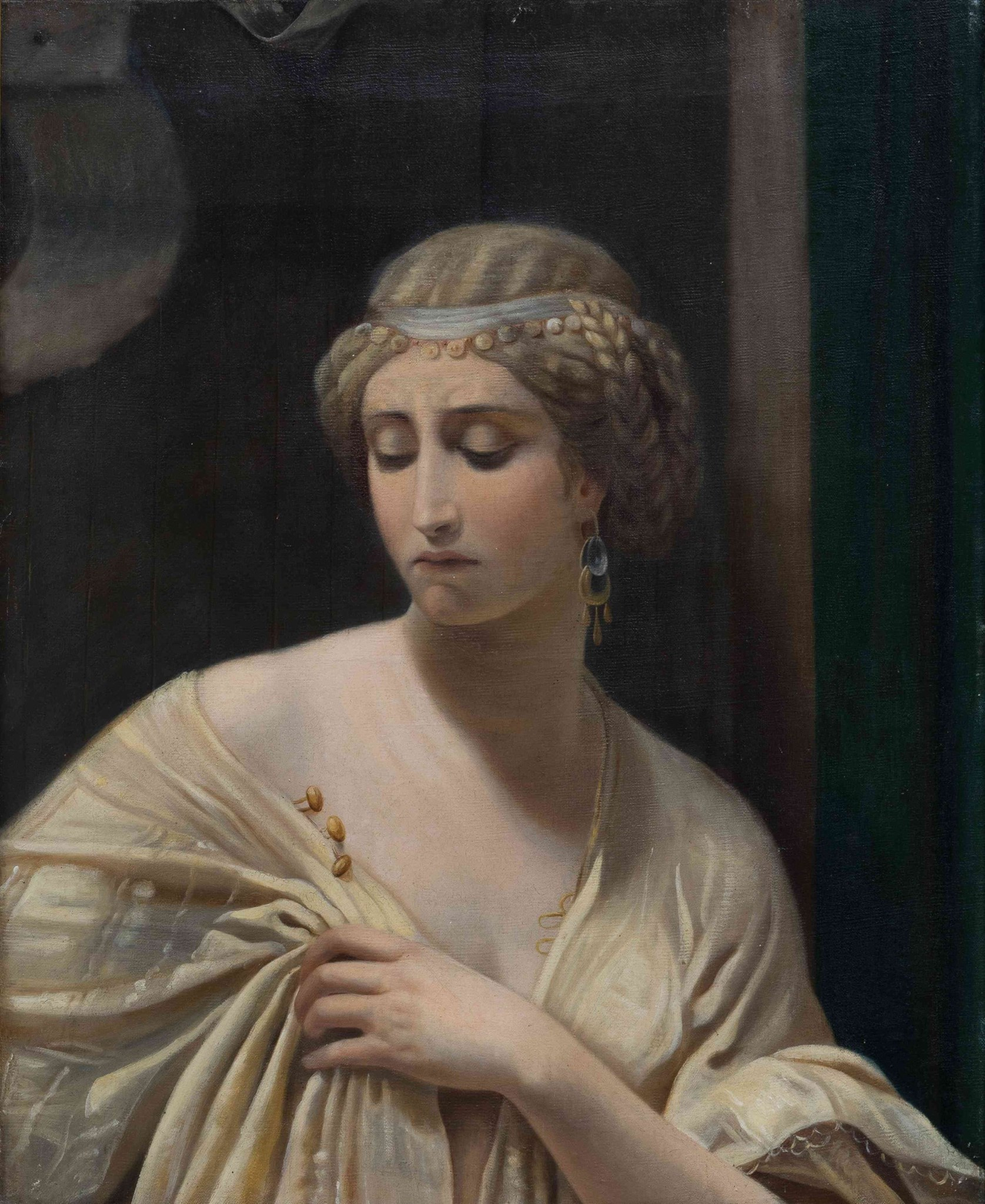
Portrait supposé de Rachel.
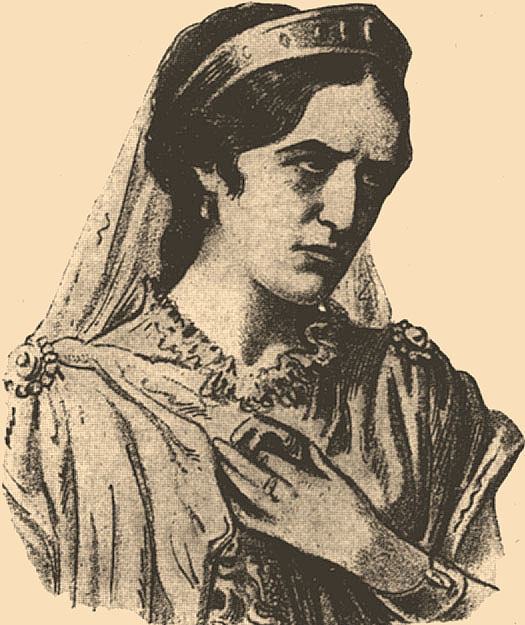
Illustration de l'article « Rachel » dans la Jewish Encyclopedia (1906—1913).